# The Innkeepers – Hotel des Schreckens
The Innkeepers – Hotel des Schreckens ist ein US-amerikanischer Horrorfilm aus dem Jahr 2011 mit Sara Paxton, Pat Healy, Kelly McGillis in den Hauptrollen. Regie führte Ti West, der auch das Drehbuch schrieb.
Der Film hatte seine Premiere am 12. März 2011 beim Filmfestival South by Southwest in Austin, Texas und erschien in den Vereinigten Staaten am 3. Februar 2012 in ausgewählten Kinos. In Deutschland wurde The Innkeepers am 17. Januar 2013 auf DVD und Blu-ray veröffentlicht.

## Handlung
Die Hotelangestellten Claire und Luke sind für den Dienst am letzten Wochenende des Yankee Pedlar Inns eingeteilt, das danach geschlossen und abgerissen werden soll. Um das altehrwürdige Hotel rankt sich die Geschichte um Madeline O’Malley, eine Frau, die sich im 19. Jahrhundert im Hotel erhängt haben soll, nachdem sie ihr Verlobter am Hochzeitstag verlassen hat und die Leiche von den Besitzern im Keller versteckt wurde. Der Geist von Madeline soll noch immer im Hotel sein und nach ihrem Verlobten suchen. Luke ist fasziniert von der Geschichte und versucht als Hobby-Geisterjäger mit Hilfe von Video- und Tonbandaufnahmen den angeblichen Spuk auf seiner Website zu beweisen.
Da nur eine Mutter mit ihrem Kind zu Gast ist, und Claire von Lukes Begeisterung angesteckt wurde, hofft sie, dass sich der Geist durch wenigen Trubel noch in ihrer letzten Schicht zeigen wird. Gegen Nachmittag checkt die ehemalige Schauspielerin Leanne Rease-Jones ein, die für eine Convention in der Stadt ist. Claire outet sich als großer Fan Leannes, doch auf Claire wirkt Leanne alles anderes als sympathisch.
Auch als Claire am Abend den Müll herausbringt, wird sie von Leanne vom Fenster aus skeptisch beobachtet. Claire hört daraufhin seltsame Geräusche aus der Garage des Hotels. Als sie die Tür zum Keller öffnet, aus der die Geräusche zu kommen scheinen, fliegt ihr eine Taube entgegen, woraufhin sie die Tür mit einem Kettenschloss verriegelt. Noch in derselben Nacht begibt sich Claire mit Lukes Tonbandgerät auf Geisterjagd. Sie hört und sieht wie der Klavierflügel von alleine spielt. Erschrocken vom Geschehen weckt sie Luke, doch der wirkt desinteressiert und Claire sieht ein, dass sie überreagiert hat. Geweckt durch Claires Schreie bietet Leanne ihre Hilfe an. Claire erzählt ihr was passiert ist. Leanne gesteht ihr, dass sie nach ihrer Schauspielkarriere jetzt als Medium fungiert und im Hotel drei Gestalten wahrnimmt. Zudem warnt sie Claire davor in den Keller zu gehen.
Am nächsten Morgen erscheint im Bett von Claire Madelines Leiche. Luke beruhigt sie und stempelt Leanne als Scharlatan ab. Die Mutter mit ihrem Kind verlassen das Hotel und noch am selben Tag nimmt sich ein älterer Herr ein Zimmer. Er besteht auf das Zimmer im dritten Stock, wo er seine Hochzeitsnacht verbracht hat und möchte sich im Hotel nochmal zu Hause fühlen.
Nach ein paar Bier am Abend schlägt Claire Luke vor in den Keller zu gehen, um herauszufinden was es mit Madelines Geist auf sich hat. Im Keller nehmen sie Stimmen und Geräusche wahr, und als Madeline hinter Luke auftaucht, verlässt dieser vor Panik das Hotel. Bevor er Claire alleine zurücklässt, gesteht er, dass er die Geistergeschichten auf seiner Website erfunden hat. Claire bittet Leanne um Hilfe. Im Keller nimmt Leanne Kontakt mit dem Geist auf. Sie schreckt auf und befiehlt sofort das Hotel zu verlassen. Während Claire ihre Sachen packt, fällt ihr ein, dass der alte Mann noch im Hotel ist. In seinem Zimmer findet sie einen Abschiedsbrief und sieht wie der Mann mit aufgeschlitzten Pulsadern tot in der Badewanne liegt. Zudem sieht sie Madeline an einem Strick an der Decke hängen.
In der Zwischenzeit ist Luke zurückgekommen und Claire erzählt ihm von den Vorkommnissen. Während Luke nach Leanne sucht, damit sie alle zusammen das Hotel verlassen, hört Claire Geräusche aus dem Keller. An der Kellertreppe erscheint hinter ihr der alte Mann, woraufhin sie vor Schreck die Treppe hinabstürzt. Claire irrt durch den Keller und versucht über die zuvor verschlossene Kellertür in die Garage zu entkommen. Als Madelines Geist erscheint, stirbt sie an einem Asthmaanfall.
Am nächsten Morgen bringen Rettungskräfte Claires Leiche aus dem Hotel. Luke erklärt der Polizei, dass er die verschlossene Kellertür von außen nicht öffnen konnte und Claire ihr Asthmaspray auf der Treppe verloren hat. Luke spricht Leanne und wirft ihr vor, dass sie wusste was mit Claire passieren würde. Leanne erwidert ihm: „Niemand hätte etwas verhindern können.“
In der Schlussszene wird Claires Zimmer gezeigt, in der sie umrisshaft gezeigt wird und die Tür zuschlägt.

## Produktion
Im Mai 2010 wurde bekannt, dass Ti West als Regisseur an einem Horrorfilm-Projekt The Innkeepers beteiligt ist, in dem Sara Paxton, Pat Healy und Kelly McGillis die Hauptrollen spielen werden. Die Dreharbeiten fanden im echten Yankee Pedlar Inn in Torrington (Connecticut) statt. Gedreht wurde der Film in analogem 35-mm-Material.

## Rezeption
The Innkeepers erhielt überwiegend gemischte bis positive Kritiken. Bei Rotten Tomatoes sind 80 Prozent der 120 gesammelten Kritiken positiv, während es bei Metacritic einen Metascore von 64 Prozent bei 26 Rezensionen erhielt.
Für Filmdienst ist The Innkeepers ein „[s]timmungsvoll inszenierter Horrorfilm, der die Spannungsschraube behutsam anzieht und sich viel Zeit nimmt“.
Levin Günther von Moviebreak.de urteilt, dass „Ti West einmal mehr ein richtig guter Horrorfilm gelungen“ ist, der „[e]ine gelungene (aber diesmal nicht ganz so offensichtliche) Reminiszenz an Gruselstreifen vergangener Tage“ ist.
Rex Reed vom New York Observer fragt sich dagegen „wie ein Film, der sich selbst als Horrorfilm bezeichnet, gleichzeitig so langweilig sein kann“. Die Antwort, so Reed, findet man in The Innkeepers. Der Film biete „harmlose Unterhaltung“ und „könnte Zuschauern gefallen, die Spukhäuser mögen, solange ihre Ansprüche an echten Nervenkitzel gering sind“.